# Rumilly (Haute-Savoie)
Rumilly is een gemeente in het Franse departement Haute-Savoie (regio Auvergne-Rhône-Alpes). De plaats maakt deel uit van het arrondissement Annecy. Rumilly telde op 1 januari 2022 16.082 inwoners.

## Geschiedenis
Al in de zevende eeuw was hier een kerk gewijd aan de heilige Agatha. De plaats ontwikkelde zich in de elfde eeuw tussen de Chéran en de Néphaz en op de weg tussen Genève en Chambéry. Rumilly was een bezit van de graven van Genève en werd een handelscentrum en een bedevaartsoord. De kapel Notre-Dame de l’Aumône trok vanaf de dertiende eeuw veel bedevaarders aan. Op de bruggen over de  Chéran en de Néphaz werd tol geheven en de rivieren dreven watermolens aan. Rumilly werd verdedigd door een kasteel, een stadsmuur en in een latere fase ook bastions. In 1411 werd de stad een bezit van de hertogen van Savoye. In 1630 werd de stad belegerd door een leger van koning Lodewijk XIII van Frankrijk geleid door maarschalk François de Bassompierre. De verdedigingswerken werden hierna op bevel van de Fransen afgebroken.
In 1843 werd Rumilly getroffen door een aardbeving waarbij onder andere de kerk Sainte-Agathe werd beschadigd. Na de aanhechting bij Frankrijk in 1860 ontwikkelde Rimilly zich tot industriestad. Langs het spoor vestigden zich fabrieken waaronder een manufactuur voor tabak.

## Geografie
De oppervlakte van Rumilly bedroeg op 1 januari 2022 16,89 vierkante kilometer; de bevolkingsdichtheid was toen 952,2 inwoners per km². Rumilly licht in de landstreek Albanais. De gemeente ligt aan de samenvloeiing van de Chéran en de Nephaz, terwijl de Chéran een paar kilometer verder uitmondt in de Fier. De rivieren geven de stad aan drie zijden natuurlijke grenzen. Het stadscentrum ligt op een hoogte van 334 meter.
De onderstaande kaart toont de ligging van Rumilly met de belangrijkste infrastructuur en aangrenzende gemeenten.

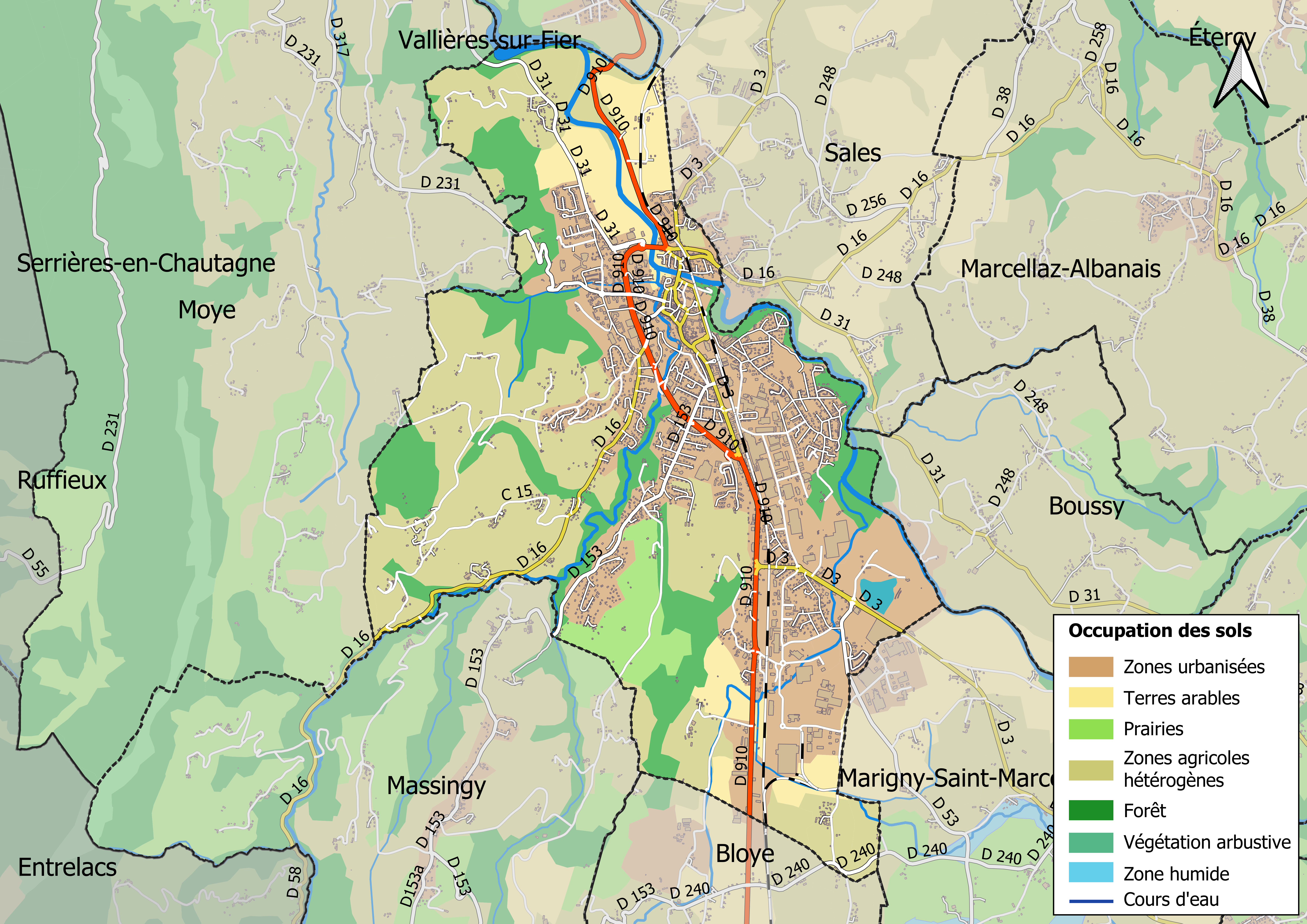

## Verkeer en vervoer
In de gemeente ligt spoorwegstation Rumilly, geopend in 1865.

## Economie
In Rumilly zijn er productiesites van Tefal – Groupe Seb (elektronica en domotica), Nestlé (voeding) en Vulli (speelgoed).

## Bezienswaardigheden

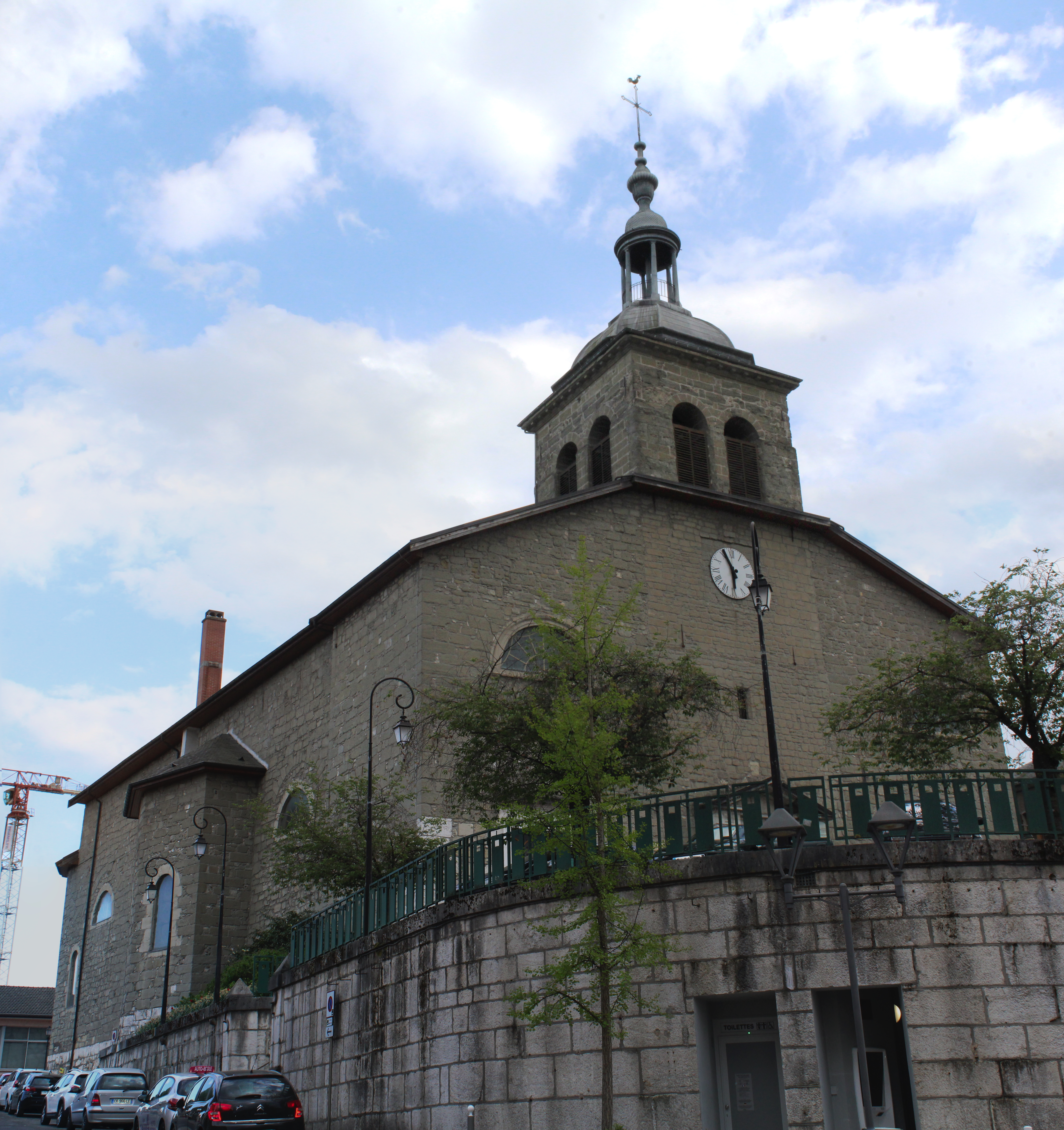
Kerk Sainte-Agathe

De toren van de kerk Sainte-Agathe is twaalfde-eeuws maar de rest van de kerk is negentiende-eeuws. Het interieur van de kerk is bezienswaardig met doopvonten, fresco's van Laurent Baud en een historisch orgel. Het streekmuseum Musée Notre Histoire is gevestigd in de voormalige Manufacture des Tabacs uit 1862. De graanhal werd gebouwd in 1869.

## Demografie
Onderstaande figuur toont het verloop van het inwonertal (bron: INSEE-tellingen).

## Partnersteden
- Michelstadt (Duitsland) sinds 1972
- Maglie (Italië) sinds 2018